# Hoikkajärvi (sjö i Finland, Kajanaland, lat 64,75, long 28,43)
Hoikkajärvi är en sjö i Finland. Den ligger i kommunen Hyrynsalmi i landskapet Kajanaland, i den centrala delen av landet, 500 km norr om huvudstaden Helsingfors. Hoikkajärvi ligger 188 meter över havet. Arean är 16,8 hektar och strandlinjen är 3,3 kilometer lång. Sjön  ingår i Uleälvens huvudavrinningsområde. 